# Hydractinia bayeri
Hydractinia bayeri is een hydroïdpoliep uit de familie Hydractiniidae. De poliep komt uit het geslacht Hydractinia. Hydractinia bayeri werd in 1984 voor het eerst wetenschappelijk beschreven door Hirohito. 